# Hemisilurus
Hemisilurus es un género de peces actinopeterigios de agua dulce, distribuidos por ríos y lagos de Asia.

## Especies
Existen tres especies reconocidas en este género:
- Hemisilurus heterorhynchus (Bleeker, 1854)
- Hemisilurus mekongensis Bornbusch y Lundberg, 1989
- Hemisilurus moolenburghi Weber y de Beaufort, 1913